# Лакомб, Клер
Клер Лако́мб (фр. Claire Lacombe; 4 марта 1765, Памье — 2 мая 1826, бывший 12-й округ Парижа) — актриса, революционная активистка, деятельница Великой французской революции (принадлежавшая к «бешеным»), феминистка. Год и место смерти точно неизвестны. Следы теряются после 1798 года.

## Биография
Клара Лакомб родилась 4 августа 1765 года в небольшом провинциальном городе Памье. Согласно Акту крещения, Клер Лакомб — законная дочь своих родителей, её отец Бертран Лакомб был торговцем.
До Революции она работала актрисой, выступала в Марселе и в Лионе. В 1792 году Лакомб, взволнованная революционными событиями, прибывает в Париж. В 1793 году Лакомб примыкает к «крайне левым». Является одним из основателей и секретарём «Республиканско-революционного общества» или «Общества революционных гражданок», в которое принимаются только женщины. В кружке «бешеных» Клара Лакомб встретилась с двадцатидвухлетним Жаном-Теофилем Леклерком, молодым журналистом, депутатом Конвента от Лиона, фанатичным революционером. Они некоторое время сожительствуют, однако осенью 1793 года Леклерк оставил Клер и женился на Полине Леон.
Выступала с требованием установления максимума цен, террора против спекулянтов и контрреволюционеров. Боролась за равноправие женщин. 12 мая 1793 республиканки-революционеры выступили с требованием права носить оружие. Клер Лакомб сыграла важную роль в событиях 31 мая — 2 июня 1793 года, принимая участие в дебатах, переросших в восстание. В августе она выступила с петицией, в которой требовала, чтобы все дворяне были отстранены от должностей в армии, 5 сентября — в правительстве.
После этого якобинцы «взялись» за неё и обвинили в разнообразных надуманных правонарушениях (внушающих мало опасений, но крайне опасных в то время, например в предоставлении убежища аристократам). Позднее женщин из «Общества революционных гражданок» обвинили также в организации массовых беспорядков на городском рынке — они вступили в противостояние с торговцами. Эти события послужили поводом для запрета революционным правительством всех женских клубов.

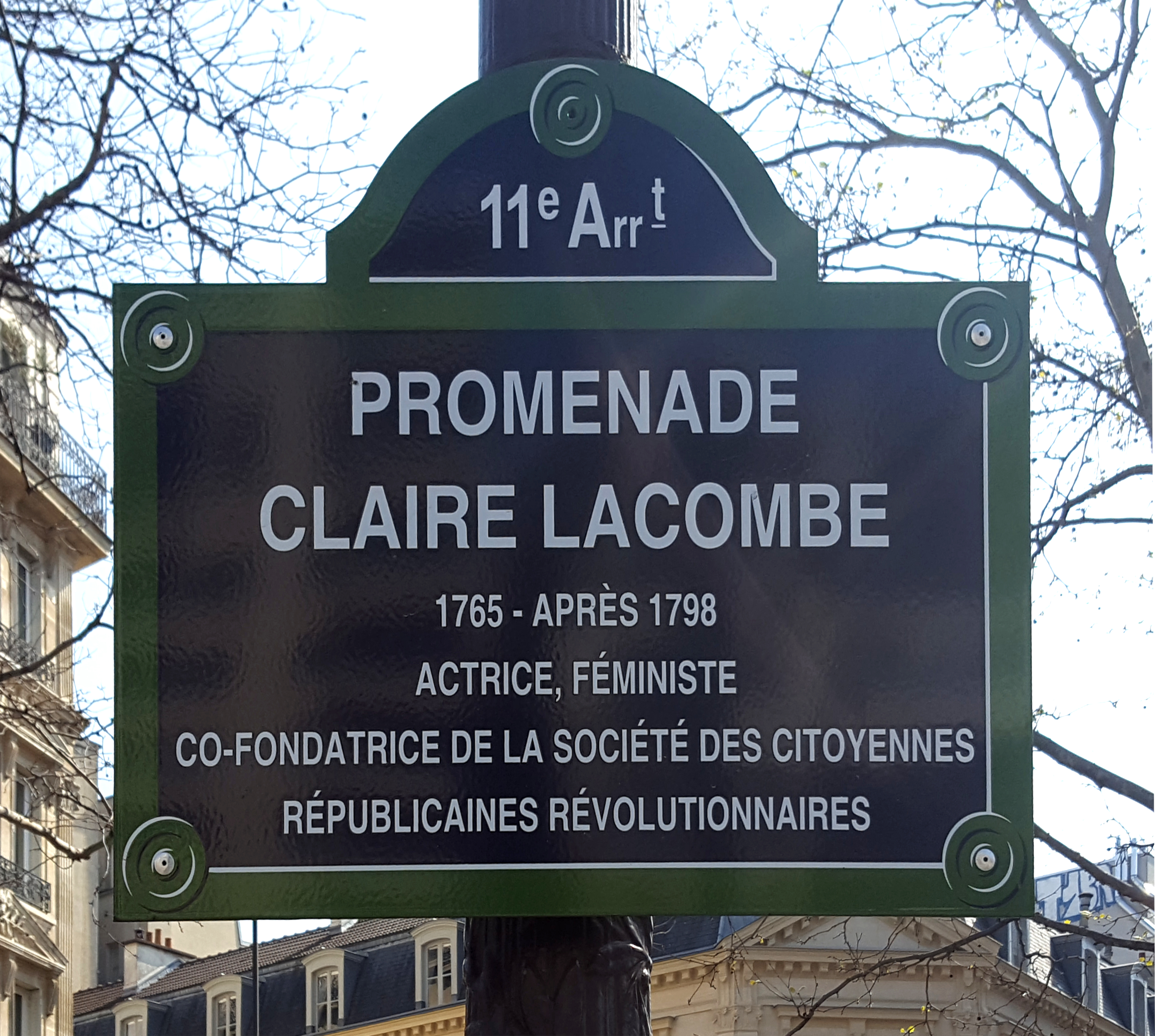
Памятная табличка на набережной Клер Лакомб в Париже

Начавшиеся в это же время репрессии против «бешеных» заставляют её скрываться. Тем не менее, она была арестована 2 апреля 1794 года вместе с Полиной и Ж.-Т. Леклерком. Была освобождена в августе 1795 года — годом позже супругов Леклерк.